# Lukáš Jarolím
Lukáš Jarolím (* 29. Juli 1976 in Pardubice, Tschechoslowakei) ist ein tschechischer Fußballspieler.

## Karriere
Jarolíms Karriere ist eng verbunden mit der Profikarriere und Trainertätigkeit seines Vaters Karel Jarolím. Er begann bei Slavia Prag und spielte für die Jugendmannschaften des FC Rouen und Amiens SC, deren Profimannschaften Stationen seines Vaters waren. In der Saison 1994/95 kam der Mittelfeldspieler zu seinen ersten Einsätzen als Profi bei Slavia Prag. Allerdings konnte er sich dort nicht durchsetzen und wurde an Union Cheb und SK České Budějovice ausgeliehen. 1997 wechselte er nach Příbram, wo sein Vater in jener Saison Trainer war. Nach einem kurzen Gastspiel bei FK Mladá Boleslav setzte er sich bei Marila Příbram endgültig durch.
Im Januar 2003 wechselte er zum französischen Klub CS Sedan, nach einem Jahr ging Jarolím in die 2. Bundesliga zur SpVgg Greuther Fürth, die er nach nur einem halben Jahr wieder verließ. Er unterschrieb bei 1. FC Slovácko, wo er erneut unter seinem Vater spielte. Im Sommer 2005 folgte er ihm zu Slavia Prag, dort gehörte er als Spielgestalter zu den Führungsspielern der Mannschaft. Von 2007 bis 2010 spielte Jarolím in der italienischen Serie A für die AC Siena, in 64 Serie-A-Partien für die Mannschaft aus der Toskana erzielte der Tscheche ein Tor. Nach dem Abstieg Sienas in die Serie B in der Saison 2009/10 wechselte Jarolím zurück zu seinem ehemaligen Verein Slavia Prag. Ab September 2013 spielt er in der zweiten tschechischen Liga bei SK České Budějovice und beendete hier nach nur vier Monaten Ende Dezember seine Karriere.

## Sonstiges
Sein Bruder David Jarolím ist ebenfalls Profifußballer, ebenso wie sein Cousin Marek Jarolím.